# Lý Hiếu Cung
Lý Hiếu Cung (chữ Hán: 李孝恭; 591 – 640), là một thân vương và tướng lĩnh nhà Đường. Ông là cháu họ của Đường Cao Tổ Lý Uyên và có công tiêu diệt các thế lực Tiêu Tiển, Phụ Công Thạch trong quá trình thống nhất thiên hạ. Lý Hiếu Cung là một trong số ít các tướng lĩnh nổi bật thời Đường sơ không khởi nghiệp dưới trướng của Tần vương Lý Thế Dân, người về sau trở thành Đường Thái Tông.
Do công lao to lớn, ông được xếp vào hàng đầu trong 24 công thần được vẽ ở Lăng Yên các.

## Tuổi trẻ
Lý Hiếu Cung sinh năm 591, dưới thời Tùy Văn Đế. Ông là con trai của Lý An, anh em họ với Đường Cao Tổ Lý Uyên. Cha của Lý An, Lý Úy (李蔚), và Lý Bính - thân sinh của Cao Tổ Lý Uyên - là hai anh em ruột. Lý Úy là con thứ 7, còn Lý Bính là con thứ ba của Lý Hổ (李虎), Bát trụ quốc nhà Tây Ngụy và về sau được truy tôn là Đường Thái Tổ. Lý An cũng từng làm Đại tướng quân nhà Tùy.
Năm 617, Lý Uyên khởi binh phản Tùy và chiếm Trường An, tôn Đại vương Dương Hựu lên làm hoàng đế, tức là Tùy Cung Đế. Lý Hiếu Cung được phong làm Tả quang lộc đại phu, Sơn Nam chiêu úy đại sử, phụ trách kinh lược Ba Thục. Sau đó ông đánh bại Chu Xán, thu phục được hơn 30 châu phía Nam dãy Tần Lĩnh. Khi đánh bại Chu Xán, các tướng dưới quyền từng khuyên Lý Hiếu Cung giết hàng binh nhưng ông từ chối nên danh tiếng tăng mạnh và các thế lực địa phương nhanh chóng quy phục.
Sau khi Tùy Dạng Đế bị giết ở Giang Đô (nay là Dương Châu, Giang Tô) vào năm 618, Lý Uyên ép Cung Đế nhường ngôi để lập ra nhà Đường và trở thành Đường Cao Tổ, đặt niên hiệu là Vũ Đức. Năm Vũ Đức thứ 2 (619), Lý Hiếu Cung được phong là Tín Châu tổng quản (nay là vùng phía Đông Trùng Khánh), năm sau nữa được phong là Triệu quận vương (赵郡王).
Vì lãnh thổ mà Lý Hiếu Cung quản lý tiếp giáp với nước Lương của Tiêu Tiển nên ông thường hiến sách lược bình định Tiêu Tiển lên Đường Cao Tổ. Năm Vũ Đức thứ 4, ông được phong làm Quỳ Châu tổng quản, đóng thêm chiến thuyền, tăng cường tập luyện thủy quân để chinh phạt Tiêu Tiển. Đường Cao Tổ phong Lý Tĩnh làm phó tướng và quân sư cho ông.

## Chiến dịch đánh Tiêu Tiển
Mùa thu năm 621, Lý Hiếu Cung và Lý Tĩnh dẫn theo Lư Giang quận vương Lý Viện cùng các tướng Điền Thế Khang (田世康), Chu Pháp Minh (周法明) tấn công Tiêu Tiển. Khi đó nước sông Trường Giang đang lên cao và nước chảy xiết nên nhiều người cho rằng nên tạm hoãn chiến dịch, nhưng Lý Hiếu Cung (có thể là với sự tham mưu từ Lý Tĩnh) lại quyết định lợi dung dòng nước xiết để tung ra một cuộc tấn công bất ngờ vào Giang Lăng (nay là Kinh Châu, Hồ Bắc).
Sau khi đánh bại tướng Lương là Văn Sĩ Hoằng, Lý Hiếu Cung bao vây Giang Lăng và cất đứt liên lạc giữa Tiêu Tiển với phần còn lại của nhà Lương. Ông cho thả các chiến thuyền bắt được của nhà Lương xuôi dòng Trường Giang để gây hoang mang cho các đội quân tiếp viện. Tiêu Tiển, không biết rằng 10 vạn viện binh chỉ còn cách Giang Lăng vài ngày đường, quyết định đầu hàng Lý Hiếu Cung theo khuyến nghị của Sầm Văn Bản. Khi các cánh quân tiếp viện đến nơi thì Giang Lăng đã thất thủ và phần lớn trong số họ đầu hàng quân Đường. Lý Hiếu Cung giải Tiêu Tiển về Trường An, nơi ông này bị Đường Cao Tổ xử tử. Sau đó Lý Hiếu Cung được phong làm Kinh Châu đại tổng quản, quản lý phần đất cũ của nước Lương.
Trong thời gian ở đây, bên cạnh việc khuyến khích binh sĩ định cư thì ông cũng đẩy mạnh việc khai thác mỏ đồng phục vụ hoạt động thương mại.

## Chiến dịch đánh Phụ Công Thạch
Mùa thu năm Vũ Đức thứ 6 (623), bộ tướng Phụ Công Thạch (輔公祏) của Đỗ Phục Uy (杜伏威) (khi đó đang ở Trường An) phản Đường, suất lĩnh quân đội chiếm Bồ Châu, tự xưng là Tống Vương. Cao Tổ lệnh cho Lý Hiếu Cung đi đánh dẹp Phụ, lại phong Lý Tĩnh làm phó tướng và sai các tướng Hoàng Quân Hán, Lý Thế Tích tấn công Phụ từ hướng Bắc.
Phụ sai các tướng Phùng Huệ Lượng (馮慧亮), Trần Đương Thế (陳當世) ra đóng giữ núi Bác Vọng, lệnh cho họ chỉ phòng thủ chứ không được tấn công quân Đường. Tuy nhiên, Lý Hiếu Cung đã cắt đứt đường tiếp lương của quân Tống và ép hai tướng này phải xuất chiến. Một số thuộc tướng đề nghị đi vòng qua cánh quân của Phùng, Trần và tấn công thẳng vào Đan Dương, kinh đô nước Tống (nay là Nam Kinh, Giang Tô), nhưng Lý Hiếu Cung (có thể lại nhờ khuyến nghị của Lý Tĩnh), quyết định bày trận giao chiến. Ban đầu, Lý Hiếu Cung chỉ phái ra một đội quân nhỏ và vờ bại trận, dẫn dụ quân của Phùng, Trần vào sâu trong trận địa của mình trước khi tiêu diệt hầu như toàn bộ đạo quân Tống này, với sự trợ giúp của bộ tướng dưới quyền Đỗ Phục Uy là Khám Lăng (闞稜).
Sau chiến thắng, Lý Hiếu Cung và Lý Tĩnh dẫn quân công hãm Đan Dương. Phụ Công Thạch hoảng hốt bỏ chạy về hướng Đông nhưng bị dân bản địa bắt và giải đến nộp cho quân Đường.

## Cuộc sống về sau
Sau khi đánh bại quân Tống, Lý Hiếu Cung được phong làm Dương châu Đại đô đốc, quản lý toàn bộ phần đất phía Nam Trường Giang. Do nắm quân quyền quá lớn và lại rất được lòng binh lính, Lý Hiếu Cung bị cáo buộc là có ý mưu phản khi ông tu bổ lại Thạch Đầu thành (pháo đài cũ của các triều đại Nam triều, gần Đan Dương). Cao Tổ triệu ông về Trường An chất vấn, dù không tìm thấy bằng chứng nào nhưng Lý Hiếu Cung vẫn bị tước binh quyền, cải phong làm Tông chính khanh, chức vị trông coi việc ghi chép gia phả của hoàng tộc, một chức quan lớn nhưng không có nhiều thực quyền. Sau đó, Lý Hiếu Cung lần lượt được phong làm Tổng quản Lương châu (nay là Vũ Uy, Cam Túc) và Tấn châu (nay là Lâm Phần, Sơn Tây).
Năm Trinh Quán thứ nhất (626), Lý Hiếu Cung được phong Hà Gian quận vương (河間郡王), kiêm Lễ bộ thượng thư. Về cuối đời, Lý Hiếu Cung sống rất xa xỉ, lúc nào cũng có hơn 100 ca kỹ múa hát trong nhà. Tuy nhiên, ông từng tiết lộ với bạn bè rằng mình: "không muốn làm thế" và chỉ sống xa hoa nhằm tránh bị Hoàng đế nghi kị.
Năm Trinh Quán thứ 14 (640), Lý Hiếu Cung qua đời, hưởng thọ 50 tuổi và được phong làm Tư không, Dương châu đô đốc, chôn tại Hiến Lăng (獻陵). thụy hiệu là Nguyên (元). Năm thứ 17 (643), Lý Hiếu Cung là một trong số 24 khai quốc công thần được vẽ tranh ở Lăng Yên Các.
Con trưởng Lý Sùng Nghĩa (李崇义) được tập tước Hà Gian quận vương, từng làm đến Thứ sử Bồ châu, Đồng châu, Ích châu Đại đô đốc, rất có uy danh lúc đương thời. Con thứ hai Lý Sùng Hối (李崇晦) cũng được truy tặng làm U Châu đô đốc, con thứ ba Lý Sùng Chân (李崇真) từng làm đến thứ sử Kì Châu.

## Gia đình
- Tằng tổ phụ: Đường quốc công Lý Hổ (唐国公李虎), một trong tám đại Trụ quốc Tây Ngụy, truy phong Đường Thái Tổ Cảnh Hoàng đế (唐太祖景皇帝)
- Tổ phụ: Lý Úy (李蔚), Bắc Chu Sóc Châu tổng quản, truy tặng Thái Liệt vương (蔡烈王)
- Phụ thân: Lý An (李安), Tùy triều Hữu lĩnh quân Đại tướng quân, Triệu Quận Hoài công (赵郡怀公), truy tặng Tây Bình Hoài vương (西平怀王)
- Huynh đệ:
  - Huynh trưởng: Tương Vũ Quận vương Lý Sâm (襄武郡王李琛)
  - Đệ đệ: Tể Bắc Quận vương Lý Giam (济北郡王李瑊), Thủy Châu Thứ sử
  - Đệ đệ: Hán Dương Quận công Lý Khôi (汉阳郡公李瓌), Tán kỵ Thường thị, Nghi Châu Thứ sử
- Con cháu:
  - Trưởng tử: Lý Sùng Nghĩa (李崇义), Bồ Châu, Hòa Châu Thứ sử; Ích Châu Trường sử, Tông chính khanh, Tiếu quốc công (谯国公)
  - Nhị tử: Lý Sùng Hối (李崇晦), mất năm 689, truy tặng U Châu Đô đốc
  - Tam tử: Lý Sùng Chân (李崇真), Kỳ Châu Thứ sử